# Grytzko Mascioni
Grytzko Mascioni (Villa di Tirano, 1º dicembre 1936 – Nizza, 12 settembre 2003) è stato uno scrittore svizzero di lingua italiana.

## Biografia
Originario di Brusio, ha lavorato dal 1961 come autore, regista e produttore per la Radiotelevisione svizzera di lingua italiana.  Dal 1991 al 1996 ha diretto l’Istituto italiano di cultura di Zagabria. Nel 1990, con La notte di Apollo è entrato nella cinquina finalista del Premio Strega. Nel 2000 è stato insignito del Premio Schiller.

## Opere principali
- Carta d'autunno, Milano, Mondadori, 1973
- È autunno, signora, e ti scrivo da Mosca, Milano, Scheiwiller, 1980
- Lo specchio greco: alle fonti del pensare europeo, Milano, Mondadori, 1980
- Saffo, Milano, Rusconi, 1981
- Poesia 1952-1982, presentazione di Mario Luzi, introduzione di Allen Mandelbaum, Milano, Rusconi, 1984
- La notte di Apollo, Milano, Rusconi, 1990
- Mare degli immortali: miti del Mediterraneo europeo, Milano, Mondadori, 1991
- Puck, Casale Monferrato, Piemme, 1996
- Un'estate mediterranea, Roma, RAI-ERI, 1999
- Angstbar: poesie 1991-2003, postfazione di Giorgio Luzzi, Torino, Aragno, 2003
- Tempi supplementari, prefazione di Ernesto Ferrero, Milano, Bompiani, 2008